# Насеґнево
Насеґнево (пол. Nasiegniewo, нім. Nessingen) — село в Польщі, у гміні Фабянки Влоцлавського повіту Куявсько-Поморського воєводства.
Населення — 1189 осіб (2011).
У 1975-1998 роках село належало до Влоцлавського воєводства.

## Демографія
Демографічна структура станом на 31 березня 2011 року:
|          | Загалом | Допрацездатний вік | Працездатний вік | Постпрацездатний вік |
| -------- | ------- | ------------------ | ---------------- | -------------------- |
| Чоловіки | 589     | 114                | 435              | 40                   |
| Жінки    | 600     | 94                 | 397              | 109                  |
| Разом    | 1189    | 208                | 832              | 149                  |